# آنخنیام راگچا
آنخنیام راگچا (انگلیسی: Ankhnyam Ragchaa؛ زادهٔ ۱۹۸۱ میلادی) بازیگر اهل مغولستان است.
از فیلم‌ها یا مجموعه‌های تلویزیونی که وی در آن‌ها نقش داشته است می‌توان به طلسم گرگ اشاره نمود.